# 泼佩语
泼佩语是一种在中国云南省华坪县由几个村庄的约1,000人使用的彝语支语言。泼佩语也在大姚县和永仁县以及几个邻近区域的孤立社群使用。